# Hinterer Föhrenberg
Der Hintere Föhrenberg ist 581 m ü. A. hoch und liegt in der Gemeinde Perchtoldsdorf.

## Geographie
Er liegt im Naturpark Föhrenberge, nahe der Grenze der Gemeinden Perchtoldsdorf und Kaltenleutgeben.
Der Hintere Föhrenberg ist im Nordosten des Naturpark Föhrenberge gelegen. Er ist der höchste Berg der Gemeinde Perchtoldsdorf. Durch Wanderwege ist er mit den anderen Bergen des Naturparks und insbesondere den vielen Steinbrüchen und Felsen verbunden. Geologisch gehört der Hintere Föhrenberg zu den Nördlichen Kalkalpen.

## Infrastruktur
Auf dem Gipfel befindet sich die saisonal bewirtschaftete Kammersteinerhütte sowie eine kleine Sendeanlage und die Aussichtsplattform Josefswarte.